# Acinetobacter
Acinetobacter – rodzaj bezwzględnie tlenowych bakterii Gram ujemnych, względnie chorobotwórczych, mogących wywoływać zakażenia szpitalne. Wchodzą one w skład mikrobioty fizjologicznej skóry i śluzówki jamy nosowo-gardłowej. Acinetobacter nie wytwarza rzęsek ani przetrwalników.  Kolonie układają się w pałeczki. Podczas intensywnego wzrostu, w fazie stacjonarnej przyjmują kształt ziarniaków.

## Hodowla[2]
Wzrost następuje w ciągu 18 do 24 godzin na agarze z krwią (kolonie małe i średnie, wypukłe, bezbarwne) oraz na agarze czekoladowym w warunkach tlenowych i optymalnej temperaturze 33-35 °C. 

## Biochemiczne cechy diagnostyczne[3]
Bakterie z rodzaju Acinetobacter posiadają następujące biochemiczne cechy diagnostyczne
- oksydazo ujemne,
- katalazo dodatnie,
- laktozo dodatnie,
- maltozo ujemne,
- fuktozo ujemne,
- sacharozo ujemne.
- brak redukcji azotanów do azotynów.

Rodzaj Acinetobacter dzieli się na gatunki glukozo dodatnie (zdolne do rozkładu glukozy) (np. A. baumannii) oraz niezdolne do oksydacji glukozy (np. A. lwoffi, i A. haemolyticus). Bakterie z tego rodzaju nie wytwarzają indolu ani H2S.

## Czynniki zjadliwości[1]
Głównymi czynnikami zjadliwości bakterii z tego rodzaju są:
- otoczki,
- fimbrie należą do rzadkości.
- białka błony zewnętrznej,
- endotoksyna (lipopolisacharyd),
- enzymy: esterazy, lipazy.

## Zakażenia[2]
Jak wspomniano wyżej, najczęściej są to zakażenia szpitalne:
- zapalenia płuc, zwłaszcza u pacjentów korzystających z respiratora,
- zakażenia skóry i tkanek miękkich,
- zakażenia układu moczowego,
- zapalenia ośrodkowego układu nerwowego np. opon mózgowo-rdzeniowych.

## Leczenie zakażeń
Cały rodzaj jest oporny na penicyliny. Lekami z wyboru wobec szczepów wieloopornych jest tygecyklina lub karbapenemy połączone z sulbaktamem.

## Wybrane gatunki
- Acinetobacter baumannii
- Acinetobacter calcoaceticus
- Acinetobacter lwoffii
- Acinetobacter ursingii.
- Acinetobacter haemolyticus